# Syndrome de Susac

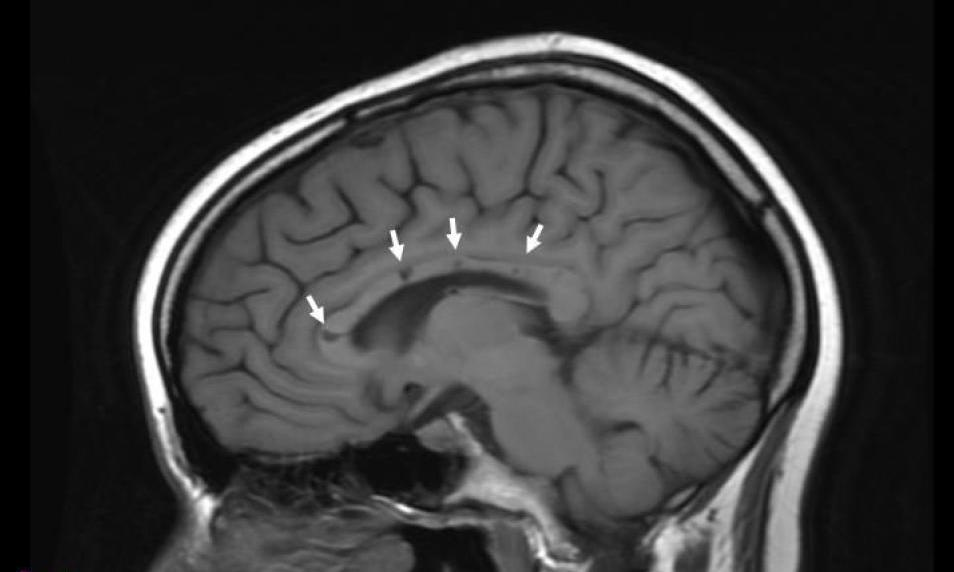
IRM d'une patiente atteinte du syndrome de Susac montrant les « trous » du corps calleux associés à la régression des symptômes (flèches).

Le syndrome de Susac est une microangiopathie associant une atteinte des vaisseaux de la rétine, de la cochlée et du cerveau.

## Historique
Il a été décrit par John O. Susac en 1979.

## Origine
Il s'agit d'une maladie auto-immune, avec présence d'anticorps anti-cellules endothéliales.

## Description
Il associe une occlusion d'une branche de l'artère centrale de la rétine, des troubles de l'audition et des signes neurologiques variés.
L'IRM cérébrale montre des anomalies de la substance blanche ainsi qu'au niveau du corps calleux.

## Diagnostic différentiel
Les formes atypiques de la maladie peuvent le faire confondre avec une sclérose en plaques.

## Traitement
Il repose sur les corticoïdes et l'injection d'immunoglobulines. Dans les formes sévère, un traitement par immunosuppresseurs peut être proposé.